# Bill Hobbs
William Barton Rogers "Bill" Hobbs (30. juli 1949 - 4. januar 2020) var en amerikansk roer, bror til Franklin Hobbs.
Hobbs var med i USA's otter, der vandt sølv ved OL 1972 i München. Amerikanerne blev i finalen kun besejret af guldvinderne fra New Zealand, mens bronzemedaljen gik til Østtyskland. Den øvrige besætning i amerikanernes båd var hans storebror Franklin Hobbs, samt Lawrence Terry, Pete Raymond, Gene Clapp, Tim Mickelson, Cleve Livingston, Mike Livingston og styrmand Paul Hoffman. Han deltog også ved OL 1968 i Mexico City, som del af amerikanernes toer med styrmand, der sluttede på 5. pladsen.

## OL-medaljer
- 1972:  Sølv i otter